# SN 1992ba
SN 1992ba – supernowa typu II odkryta 30 września 1992 roku w galaktyce NGC 2082. W momencie odkrycia miała maksymalną jasność 14,00m.